# نيكولاس إيبانكس
نيكولاس إيبانكس (بالإنجليزية: Nicholas Ebanks)‏ (27 يونيو 1990 في المملكة المتحدة - ) هو لاعب كرة قدم بريطاني في مركز الدفاع. شارك مع منتخب جزر كايمان لكرة القدم. أما مع النوادي، فقد لعب مع George Town SC ‏.

## وصلات خارجية
- نيكولاس إيبانكس على موقع الاتحاد الدولي (مؤرشف)  (الإنجليزية)
- نيكولاس إيبانكس على موقع قاعدة بيانات كرة القدم.إي يو (الإنجليزية)
- نيكولاس إيبانكس على موقع ناشيونال فوتبول تيمز (الإنجليزية)
- نيكولاس إيبانكس على موقع Soccerway.com (الإنجليزية)